# Europäischer Umweltpreis
Der Europäische Umweltpreis für Unternehmen (auch „European Business Awards for the Environment“) ist ein seit 1990 von der Generaldirektion Umwelt der Europäischen Union in zweijährlichem Turnus verliehener Wirtschaftspreis.

## Zielsetzung
Eingeführt wurde der Wettbewerb zur Würdigung von Unternehmen, die Innovation, ökonomische Realisierbarkeit und Umweltangelegenheiten in beispielhafter Weise zusammenbringen.

## Ausgestaltung
Der Europäische Umweltpreis für Unternehmen wird in fünf Kategorien vergeben:
- der „Management-Preis für Nachhaltige Entwicklung“ für Unternehmen, deren Umweltleistung durch ihr Management dauerhaft und messbar verbessert wird
- der „Produkt-Preis für Nachhaltige Entwicklung“ für die Entwicklung eines neuen Produkts oder einer neuen Dienstleistung, das/die einen besonderen Beitrag zur nachhaltigen Entwicklung leistet
- der „Preis für Verfahren der Nachhaltigen Entwicklung“ für die Entwicklung neuer umweltfreundlicher Produktionstechniken und -verfahren
- der „Preis für internationale Zusammenarbeit und Nachhaltige Entwicklung“ für internationale Partnerschaften, die zum Umweltschutz, zum Wirtschaftswachstum und zur sozialen Gerechtigkeit in einem Entwicklungs- oder Schwellenland beitragen
- der „Preis für Biodiversität“ für ein Projekt zum Erhalt der Biodiversität und der Unterstützung von Ökosystemen

Die Kategorie Biodiversität wurde erst 2012 eingeführt.

## Verfahren
Unternehmen, die sich beim europäischen Wettbewerb bewerben möchten, müssen sich zuvor bei den nationalen Programmen erfolgreich durchgesetzt haben. In Deutschland qualifizieren sich die Sieger des Innovationspreis für Klima und Umwelt (IKU) für die European Business Awards for the Environment. Die Sieger der European Business Awards for the Environment werden von einem unabhängigen Ausschuss ausgewählt, der sich aus Umweltexperten aus Wirtschaft, öffentlicher Verwaltung, Nichtregierungsorganisationen sowie Hochschulen und Medien zusammensetzt.

## Preisträger

### 2018
Produkte
- Efficient Energy GmbH (Deutschland) für „‚reChiller‘, ein in hohem Maß energieeffizientes Kältegerät mit minimaler Wirkung auf das Klima“[5]

Verfahren
- ecop Technologies GmbH (Österreich) für „F&E und Herstellung einer innovativen Rotationswärmepumpe“[5]

Management
- A&B Laboratorios de Biotecnología S.A.U (Spanien) für die „Integration der Ziele für nachhaltige Entwicklung in ihre Strategie eines nachhaltigen und wettbewerbsfähigen Wachstums“
- Jean Bouteille (Frankreich) für „ein Zero-Waste-System, das Mehrwegflaschen mit dem Massenvertrieb verbindet“[5]
- Arçelik A.Ş. (Türkei) für ihren „Ansatz die Umweltwirkungen des gesamten Lebenszyklus von Produkten zu verringern“[5]

Internationale Zusammenarbeit
- Eosta B.V. (Niederlande) für ihre „‚True Cost of Food‘-Kampagne, die die versteckten Kosten des Lebensmittelsystems berechnet und bekanntmacht“[5]

Biodiversität
- Suez Spain (Spanien) für ihr Projekt „Von Wasseraufbereitungsanlagen hin zu Biodiversitätsreservoirs“[5]

### 2016
Produkte
- Hydromx International A.S. (Türkei) für ihr Projekt „Energy Efficient Heat Transfer Fluid for Heating and Cooling“[6]

Verfahren
- M2i Life Sciences (Frankreich) für ihr Projekt „Pheromonal mating disruption through paintball against the pine processionary moth“[6]

Management
- CMS Window Systems (Großbritannien) für den CMS Innovation Hub[6]
- Ladybird Farm Leisure Center (Ungarn) für nachhaltigen Tourismus[6]

Internationale Zusammenarbeit
- Fairphone BV (Niederlande) für ethische Elektroprodukte[6]

Biodiversität
- HiPP-Werk Georg Hipp OHG (Deutschland) für 20 Jahre Nachhaltigkeitsmanagement bei HiPP[6]

### 2014
Produkte
- EcoNation (Belgien), für ihr Projekt „Lighten the energy bill“, zu dem der „LightCatcher“ gehört, ein System, das Energie einspart, indem es die Nutzung des Tageslichtes maximiert[7]

Verfahren
- Daimler AG (Deutschland) für ihre „twin wire arc spraying technology“[7]

Management
- Eczacıbaşı Yapı Gereçleri (VitrA) (Türkei), für ihr „Blue Life Integrated Sustainability Management System“[7]

Internationale Zusammenarbeit
- Interface Nederland BV (Niederlande) für ihr Projekt „Net-Works“, das sich dem Problem von Geisternetzen annimmt und zugleich sozio-ökonomische Vorteile für arme, an Küsten gelegenen Kommunen generiert[7]

Biodiversität
- Red Eléctrica de España, S.A.U. (Spanien) für ein Projekt, das im Zusammenhang mit Stromleitungen in einem geografischen Informationssystem Daten über Flugrouten von Vögeln integriert[7]

### 2012
Produkte
- Aquamarine Power (Großbritannien) für das „Oyster“-System zur Gewinnung von Elektrizität aus Wellenenergie[8]

Verfahren
- Umicore (Belgien) für das erste Verfahren zum Recycling von Li-Ionen- und NiMH-Batterien[8]

Management
- Marks & Spencer (Großbritannien) für das „Plan A - Doing the Right Thing“-Programm, welches alle Aktivitäten der Firma nachhaltig gestalten soll[8]

Internationale Zusammenarbeit
- INENSUS GmbH (Deutschland) für die Mikroenergiewirtschaft, eine privatwirtschaftlich organisierte Stromversorgung ländlicher Regionen Afrikas basierend auf erneuerbaren Energien[8]

Biodiversität
- Slovenské elektrárne für das „Energy for Nature“-Projekt, welches Maßnahmen zum Schutz der Umwelt und zur Stabilisierung der Biodiversität umfasst[8]

### 2010
Produkte
- EnergyICT (Belgien) für die Einführung eines Energiekontrollsystems (EIServer) für Gebäude, welches 20 % Energieeinsparung in den Filialen des britischen Einzelhändlers Tesco ermöglichte[9]

Verfahren
- Zenergy Power GmbH und Bültmann GmbH (Deutschland) für die Nutzung von Supraleitern für die Magnetblockerwärmung, mit der 50 % Energieeinsparung möglich sind[9]

Management
- The Findus Group (Großbritannien) für ein Langzeitprojekt zur Unterstützung nachhaltiger Fischerei[9]

Internationale Zusammenarbeit
- Ferrovial (Spanien) für das „Maji ni Uhai“-Projekt zur Wasserversorgung der Bevölkerung der Serengeti in Tansania[9]

### 2008
Aus 125 Unternehmen, die sich bewarben, hat die Jury 2008 elf Finalisten ausgewählt. Die Preisträger wurden nach gängiger Praxis auf einer Feier im Rahmen der jährlichen Grünen Woche in Brüssel vom EU-Umwelt-Kommissar Stavros Dimas der Öffentlichkeit präsentiert.
Produkte
- ertex-solar GmbH (Österreich) für Photovoltaikzellen mit einer speziellen Sicherheitsglastechnik

Verfahren
- Choren Industries GmbH (Deutschland) für ein neuartiges thermochemisches Verfahren zur Herstellung von synthetischem Kraftstoff aus Biomasse. Den zweiten Platz belegte die Bayer AG (Deutschland) für eine Technologie, bei der Gewinnung von Chlor aus Salzsäure mit 30 Prozent weniger Stromverbrauch auszukommen.

Management
- The Co-operative Group Ltd  (Großbritannien) für stetige jährliche Messung von Schlüsselwerten im Umweltschutz

Internationale Zusammenarbeit
- KIT (Royal Tropical Institute) Holding (Niederlande) zusammen mit der Mali BioCarburant SA, für die nachhaltige Biodiesel-Produktion in Mali. Die Windkraft Simonsfeld GmbH (Österreich) erhielt den zweiten Preis für ihr Projekt „EL SOL“ in Bolivien, bei dem den Einheimischen beigebracht wird, wie sie ihre eigenen Sonnenkollektoren für die Warmwassergewinnung bauen können.

### 2006
Es gab 139 Wettbewerber aus 23 Ländern.
Produkte
- Windsave Ltd (Großbritannien), für eine kompakte Windkraftanlage für Privathaushalte und Büros, die erneuerbare elektrische Energie direkt in das betreffende Stromnetz einspeist, und DTS OABE SL (Spanien), für einen umweltfreundlichen Insektizidlack, der in der städtischen Schädlingsbekämpfung verwendet werden kann. Der zweite Preis ging an die VA Tech Hydro GmbH & Co (Österreich) für ein innovatives Konzept zur Erzeugung von Strom aus Wasserkraft in vorhandenen Wehren oder Dämmen mittels maßgeschneiderter Generatoren und Turbinen.

Verfahren
- Volkswagen AG (Deutschland) für die Entwicklung eines industriellen Verfahrens zur Gewinnung verwertbarer Sekundärrohstoffe aus geschredderten Rückständen von Altfahrzeugen. Den zweiten Preis teilten sich die Fortum Power and Heat Oy (Finnland) für die Entwicklung einer kosteneffizienten Technologie zur Senkung der Stickoxidemissionen von Kraftwerken sowie die Ten Cate|Ten Cate Advanced Textiles BV und die Color Wings BV (Niederlande) für die Entwicklung einer digitalen Technologie zur genauen Tropfdosierung beim Bedrucken und Veredeln von Textilien, mit der Umweltfreundlichkeit und Wirtschaftlichkeit verbessert werden.

Management
- Sotral SpA (Italien) für die Einführung eines Umweltkonzepts im Sektor Verpflegungslogistik, das die Verwendung innovativer Indikatoren für die Umweltleistung einschließt. Den zweiten Preis teilten sich die Aceria Compacta de Bizkaia SA (Spanien) für eine Reihe von Maßnahmen zum Umweltmanagement wie der Einrichtung von Systemen zur Überwachung der Umweltverschmutzung und die General Electric Hungary Ltd Light Source Factory (Ungarn), der weltweit größte Hersteller von Glühlampen, für die beispielhafte Umweltleistung ihrer Produktionsanlage.

Internationale Zusammenarbeit
- iD-L inspired innovations (Niederlande) für ein Projekt zur Herstellung von Modeartikeln aus wiederverwerteten Plastiktragetaschen, in dem mehr als 50 Bedürftige aus den Slums der indischen Stadt Delhi Beschäftigung finden und die YIT Rakennus Oy (Finnland) für den Bau einer Abwasserreinigungsanlage in der russischen Stadt Sankt Petersburg, ein wichtiger Beitrag zur Eindämmung der Umweltbelastung der Ostsee im Rahmen der ersten öffentlich-privaten Partnerschaft in Russland. Den zweiten Preis erhielt die BASF AG (Deutschland) für ein im Unternehmen entwickeltes Managementinstrument zur Feststellung der Möglichkeiten zur Verbesserung der Umwelteffizienz von Produkten und Verfahren.

### 1990
(Quelle:)
Produkte
- Société Claude Blaizat, Frankreich für das Projekt: Zeoroll refrigeration system

Verfahren
- BP Chemicals SNC, Frankreich für das Projekt: Low waste gas-phase process for production of high-density and linear low-density polyethylene

Management
- Yamanouchi Ireland Company Limited, Irland fuer das Projekt: Comprehensive environmental protection system at a bulk pharmaceuticals manufacturing plant

Internationale Zusammenarbeit
- Treco, Belgien für das Projekt: Treco energy systems/turbowinds